# Carcinosoma
Carcinosoma † és un gènere extint d'euriptèrides del Silurià superior. Mesuraven fins a 30 cm de llarg. Els seus fòssils s'han trobat a Nova York i en altres estats dels Estats Units.